# Yantan

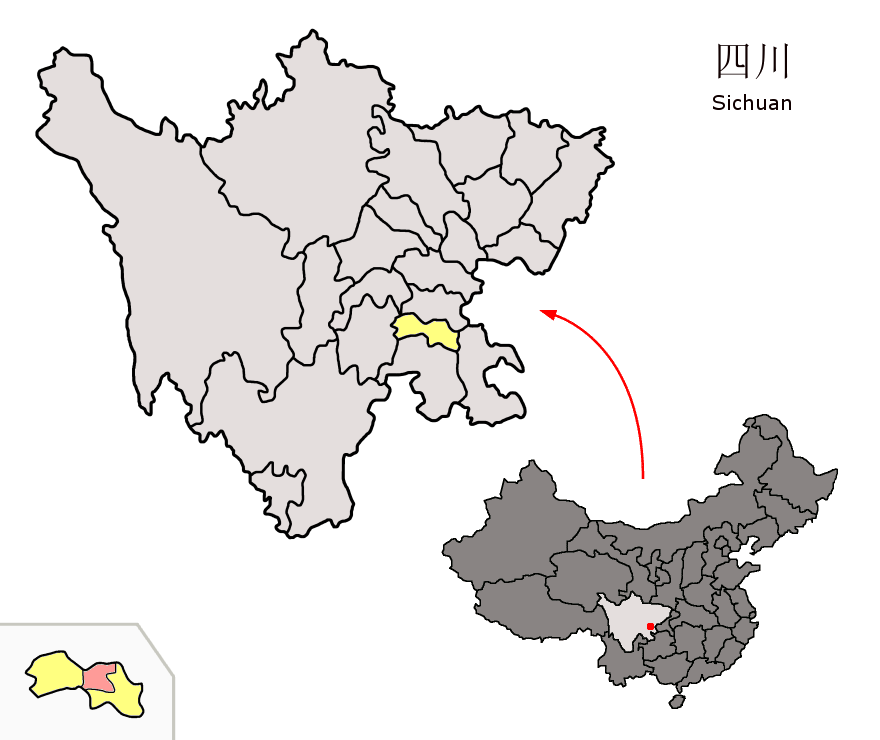
Lage der Stadtbezirke (rosa) der bezirksfreien Stadt Zigong (gelb) in Sichuan.

Der Stadtbezirk Yantan (chinesisch 沿滩区, Pinyin Yántān Qū) ist ein Stadtbezirk der bezirksfreien Stadt Zigong in der chinesischen Provinz Sichuan. Er hat eine Fläche von 449,4 km² und zählt 297.365 Einwohner (Stand: Zensus 2020). Sein Regierungssitz ist in der Großgemeinde Yantan (沿滩镇).

## Administrative Gliederung
Auf Gemeindeebene setzt sich der Stadtbezirk aus elf Großgemeinden und zwei Gemeinden zusammen. 